# سقوط خاموش
سقوط خاموش (به انگلیسی: Silent Fall) فیلمی محصول سال ۱۹۹۴ و به کارگردانی بروس برسفورد است. در این فیلم بازیگرانی همچون ریچارد درایفس، لیندا همیلتون، جان لیسگو، جی.تی. والش، لیو تایلر و زان مک‌کلارنون ایفای نقش کرده‌اند.